# Muntić
Muntić is een plaats in de gemeente Ližnjan in de Kroatische provincie Istrië. De plaats telt 376 inwoners (2001).

## Foto's

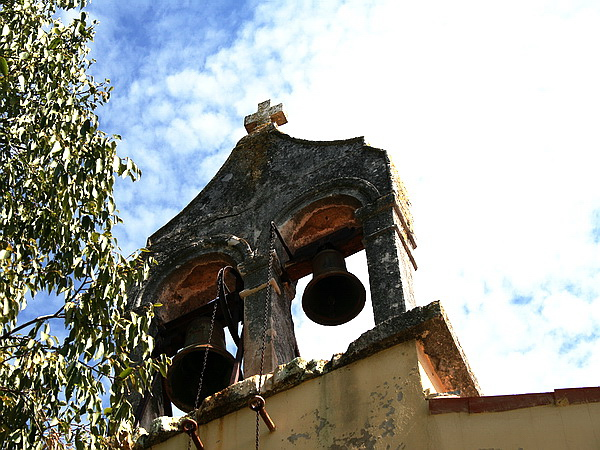
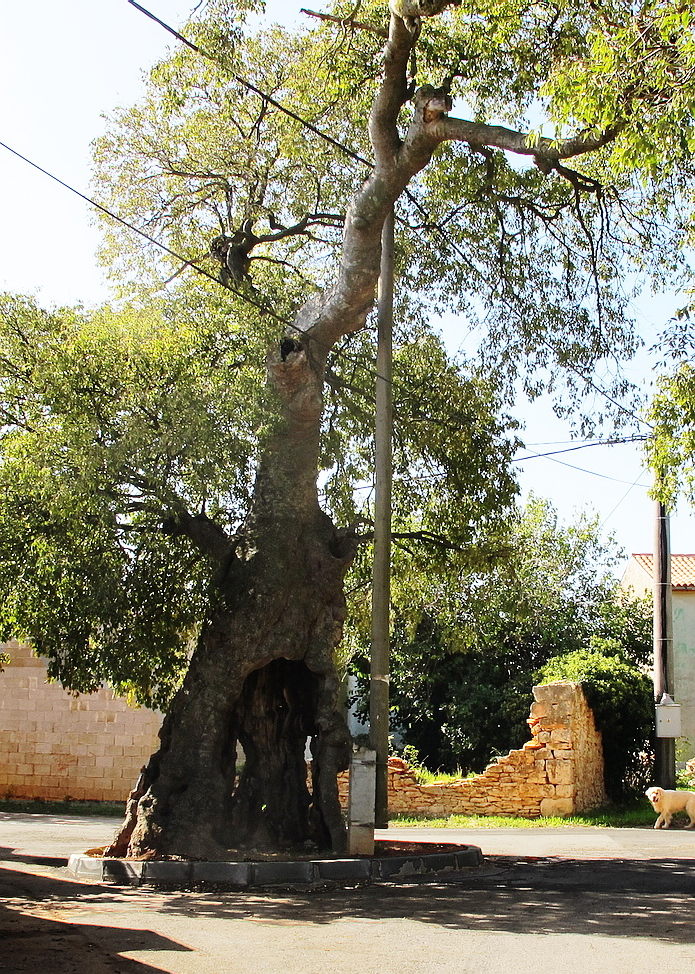
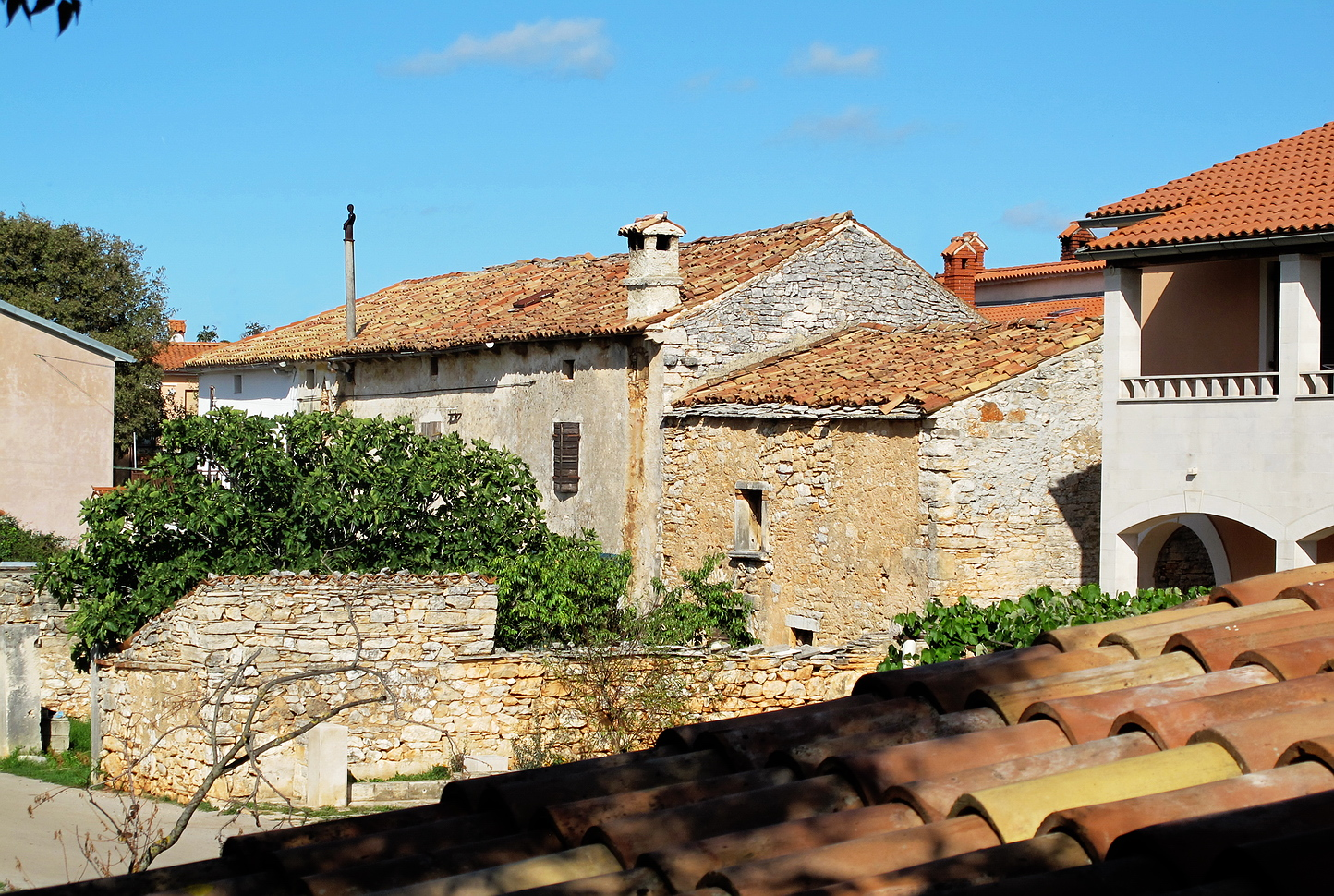
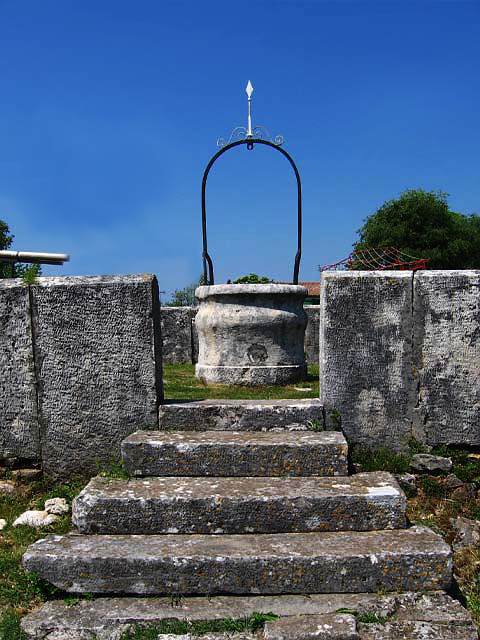